# Аккрюм
Аккрюм — село в нідерландській провінції Фрісландія. Воно розташоване в муніципалітеті Геренвен, близько 17 км на південь від міста Леуварден.
У 2017 році Аккрюм мав близько 3395 жителів.

## Історія
Вперше село згадується під 1315 роком як Акром. Етимологія неясна. Аккрюм починався як село терп (штучний живий курган), а потім перетворився на лінійне поселення, яке служило обласним центром. Він почав розвиватися, коли головна дорога Леуварден - Зволле, а пізніше залізнична лінія була побудована поруч з Аккрюмом. Голландська реформатська церква була побудована в 1759 році як заміна середньовічної церкви. Вежа датується 1882 роком. У 1840 році в Аккрюмі проживала 1121 людина.
У 1849 році був побудований млин Mellemolen для відведення надлишку води з Polslootpolder. У 1972 році його було повалено штормом, а відновлено у 1976 році. Млин був оточений промисловістю, і його перенесли на два кілометри в 2003-2004 роках. Діє лише на добровільних засадах.
До 2014 року Аккрюм входив до складу муніципалітету Боарнстерхім, а до 1984 року — до складу Утінґераділя.

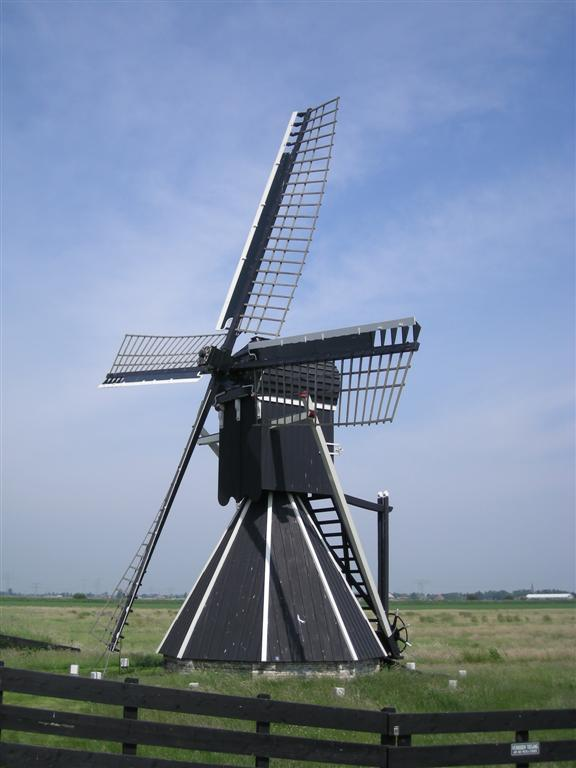
Млин Mellemolen
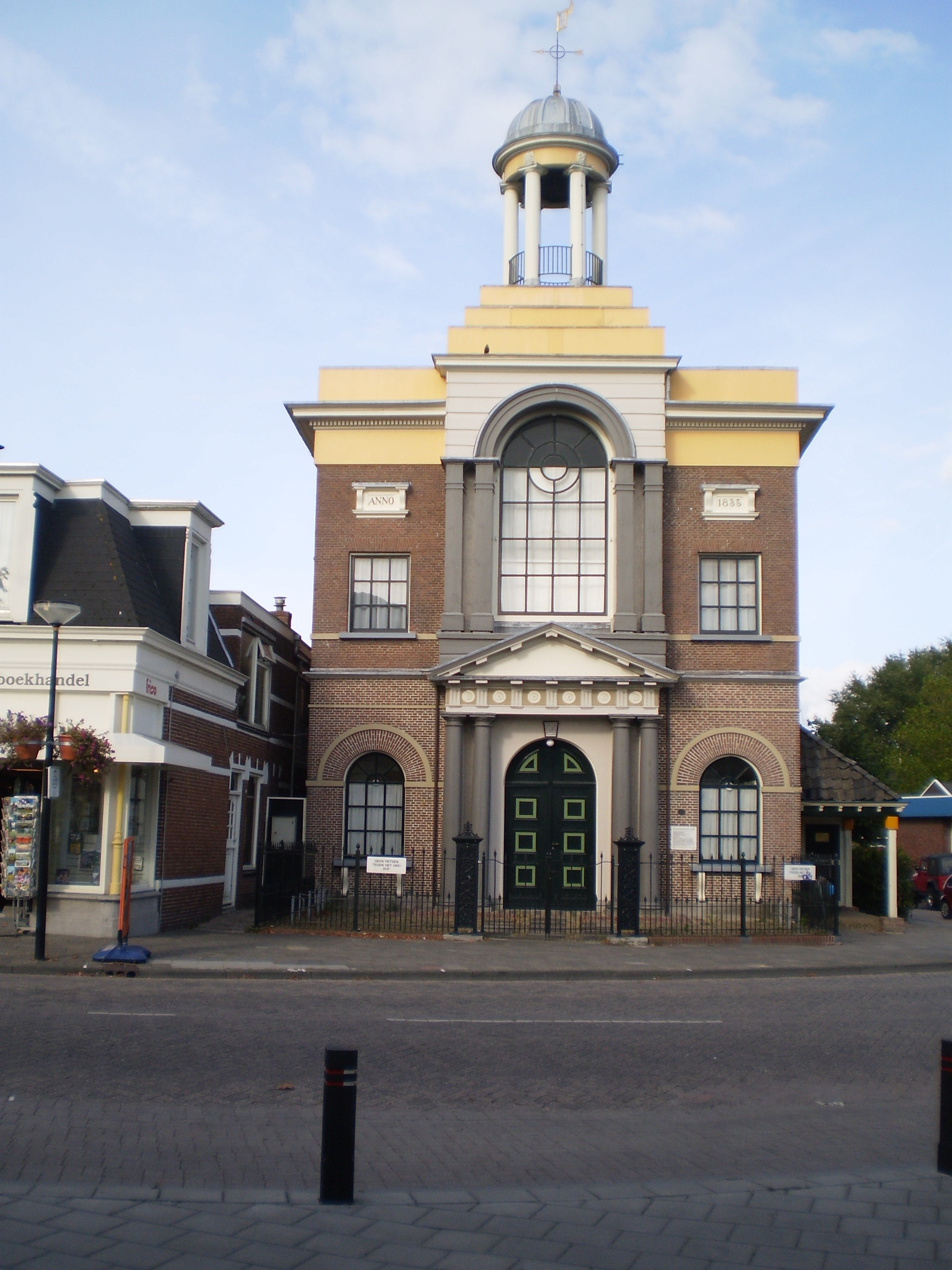
Баптистська церква
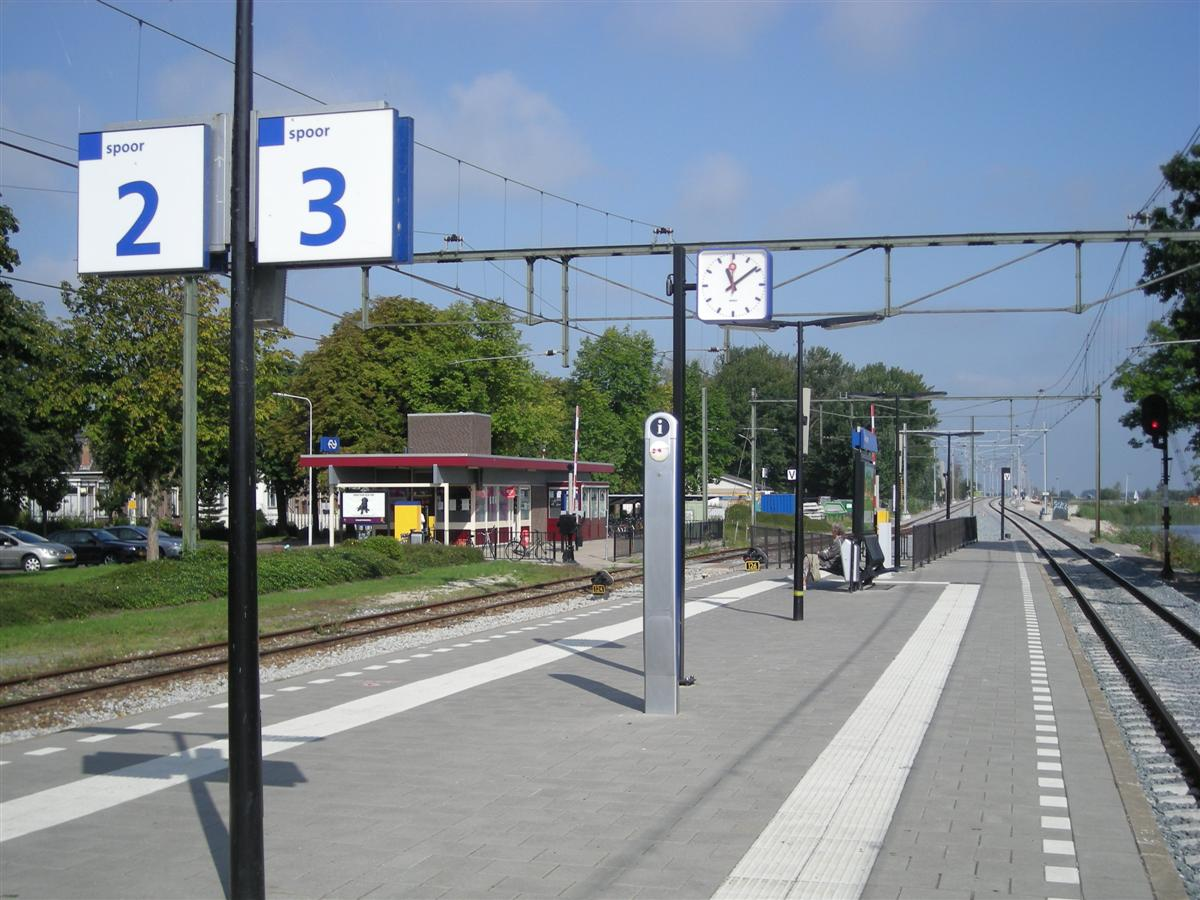
Залізнична станція
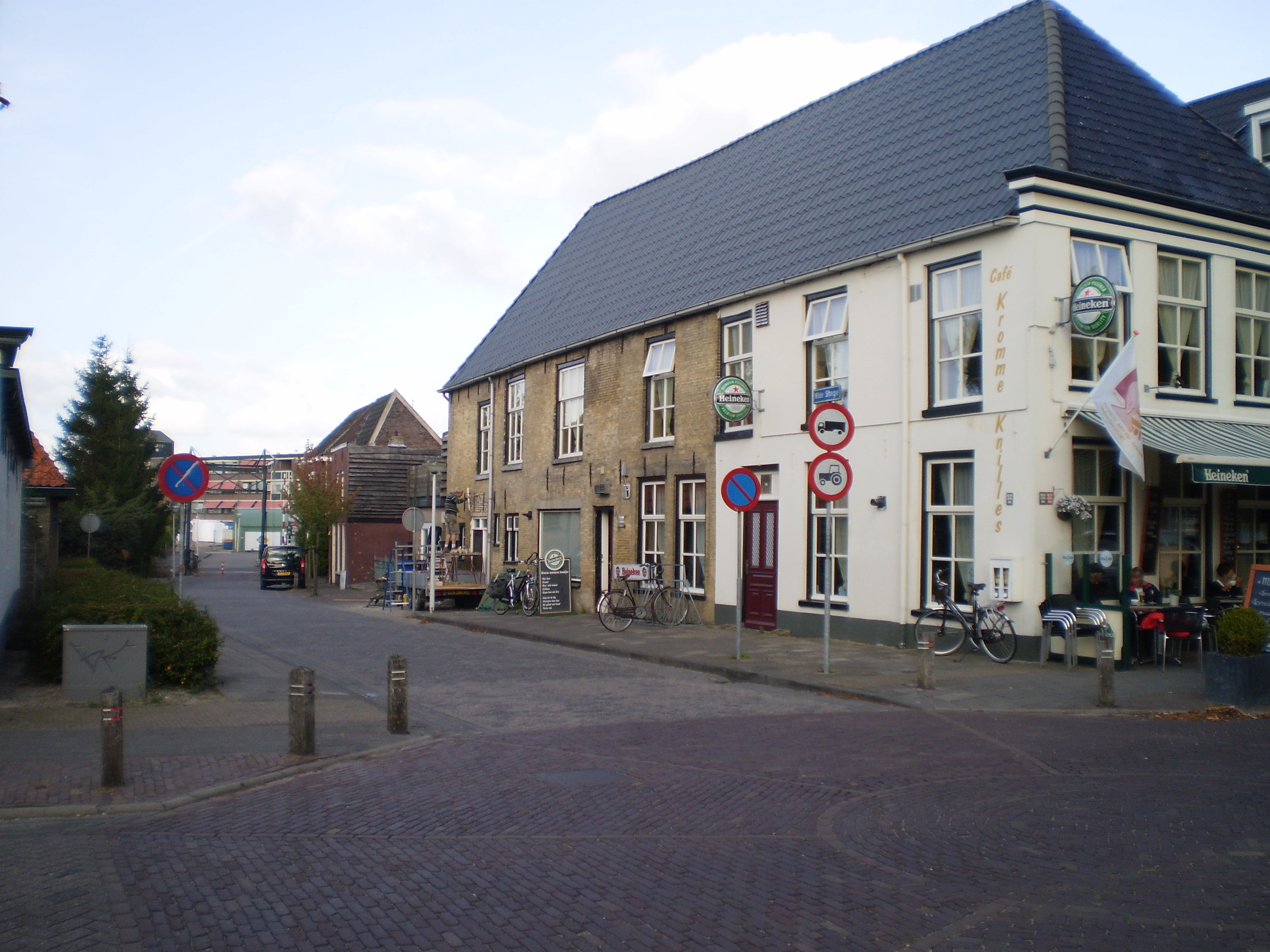
Вид на вулицю